# Średniowieczny krzyż kamienny w Kijowicach
Granitowy krzyż w Kijowicach – krzyż kamienny, który znajduje się w lesie na skrzyżowaniu dróg, ok. 300 m na północ od wsi Kijowice, położonej niedaleko miasta Bierutów. 
Krzyż pochodzi prawdopodobnie z XIV w., mierzy od powierzchni ziemi ponad 240 cm, rozpiętość ramion wynosi 109 cm, a grubość 12 cm. Został wykuty z jednolitego głazu granitowego, którego powierzchnię ozdabia ryt przedstawiający ukrzyżowanego Jezusa Chrystusa i postać modlącą się u jego stóp. Wzdłuż całej krawędzi widoczny jest gotycki napis, zawierający prawdopodobnie słowa modlitwy "Ojcze nasz".
Miejscowa legenda głosiła, że fundował go nieznany mężczyzna, na miejscu bratobójstwa. Kolejna z legend mówiła, że w tym miejscu dziedzic zadusił dziewczynę. Pojawiało się też określenie krzyża jako morowego.  W rzeczywistości nie wiadomo jakie są przyczyny fundacji tego krzyża, ani też kto jest jego fundatorem. Współczesne próby określenia przyczyn i daty powstania krzyża, oparte na analizie graficznej rytu oraz próbie odczytania inskrypcji, pozwalają stwierdzić, że krzyż upamiętnia śmierć mężczyzny o imieniu Konrad w 1357 r. Stylistyka rytu wskazuje, że sam krzyż powstał również w tym okresie. Krzyż oznaczany jest często jako tzw. krzyż pokutny. Jest to jednak tylko, niemająca uprawnienia w bezpośrednich dowodach, hipoteza oparta na nieprawdopodobnym założeniu, że wszystkie stare kamienne krzyże na Dolnym Śląsku są krzyżami pokutnymi. W rzeczywistości krzyż wystawiony został najprawdopodobniej w związku z zabójstwem ale nie wiadomo czy w wyniku umowy pojednania (pokutny) czy o prostu jako upamiętniający śmierć. Niezależnie od przyczyny fundacji wykluczone jest żeby był to krzyż zrobiony przez amatora zabójcę czego chcą współczesne legendy dotyczące krzyży pokutnych. Jest to tylko mit, a w tym konkretnym wypadku wyklucza to wysoki poziom umiejętności kamieniarskich wykonawcy.
W październiku 2009 krzyż został złamany i pozostał po nim tylko trzydziestocentymetrowy trzon. Uszkodzony krzyż poddano naprawie i wiosną 2011 został w całości ustawiony na dawnym miejscu. Po naprawie krzyż został osadzony o kilkanaście centymetrów wyżej oraz został oczyszczony z zabrudzeń. Krzyż z Kijowic odznacza się szczególnie starannym wykonaniem, co wyklucza współczesne legendy o wykonaniu go przez zabójcę.